# Pygocentrus
Pygocentrus is een geslacht van straalvinnige vissen uit de familie van de echte piranha's (Serrasalmidae).

## Soorten
- Pygocentrus cariba (Humboldt in Humboldt & Valenciennes, 1821)
- Pygocentrus nattereri Kner, 1858
- Pygocentrus palometa Valenciennes in Cuvier & Valenciennes, 1850
- Pygocentrus piraya (Cuvier, 1819)